# Süddeutsche Handballmeisterschaft 1957
Die Süddeutsche Handballmeisterschaft 1957 war die achte vom SHV ausgerichtete Endrunde um die Süddeutsche Meisterschaft im Hallenhandball der Männer. Es wurde vom 16. bis 23. Februar 1957 in Ulm die Gruppe A, in Freiburg die Gruppe B und in Stuttgart die Endrunde ausgespielt.

## Turnierverlauf
Meister wurde der TC Frisch Auf Göppingen, der sich damit für die Endrunde zur Deutschen
 Meisterschaft 1957 in Kiel qualifizierte, bei der die Göppinger auch die Deutsche Meisterschaft
 gewannen.

### Modus
Teilnahmeberechtigt waren jeweils die Meister und Vizemeister der Endrunden Baden, 
 Südbaden,  Bayern und der Verbandsliga Württemberg. Es wurde eine Vorrunde in zwei
 Gruppen gespielt. Die zwei bestplatzierten Teams jeder Gruppe nahmen an der Endrunde zur
 Süddeutschen Meisterschaft teil. Der Meister war für die Endausscheidung zur Deutschen
 Meisterschaft
qualifiziert.

### Teilnehmer
| - Gruppe A - TSV Zuffenhausen - Post SV München - SG 07 St.Leon - StTV Singen 1883 | - Gruppe B - FT 1844 Freiburg - TC Frisch Auf Göppingen - FC Hösbach 1923 - TV 1880 Brötzingen |  |

* Vorrundensieger fett gedruckt 

### Endrunde
FT 1844 Freiburg 	– 	TSV Zuffenhausen 	6 	: 	3
FA Göppingen 	– 	Post SV München 	11 	: 	6
Post SV München 	– 	FT 1844 Freiburg 	6 	: 	5
FA Göppingen 	– 	TSV Zuffenhausen 	11 	: 	8
TSV Zuffenhausen 	– 	Post SV München 	13 	: 	6
FA Göppingen 	– 	FT 1844 Freiburg 	12 	: 	6

### Endrundentabelle
Saison 1956/57
|    | Mannschaft                  | Sp | Pkte |
| -- | --------------------------- | -- | ---- |
| 1. | TC Frisch Auf Göppingen (M) | 3  | 6:0  |
| 2. | TSV Zuffenhausen            | 3  | 2:4  |
| 3. | FT 1844 Freiburg            | 3  | 2:4  |
| 4. | Post SV München             | 3  | 2:4  |

Süddeutscher Meister und für die Endrunde zur Deutschen Meisterschaft 1956/57 qualifiziert